# Calathea liesneri
Calathea liesneri är en strimbladsväxtart som beskrevs av H.A.Kenn. Calathea liesneri ingår i släktet Calathea och familjen strimbladsväxter. Inga underarter finns listade.